# آهن (II) سولفید
آهن(II) سولفید (به انگلیسی: Iron(II) sulfide) با فرمول شیمیایی FeS یک ترکیب شیمیایی است.